# Liste der Monuments historiques in Deneuille-les-Mines
Die Liste der Monuments historiques in Deneuille-les-Mines führt die Monuments historiques in der französischen Gemeinde Deneuille-les-Mines auf.

## Liste der Bauwerke
| Bezeichnung       | Beschreibung              | Standort | Kennzeichnung | Schutzstatus | Datum | Bild           |
| ----------------- | ------------------------- | -------- | ------------- | ------------ | ----- | -------------- |
| Kirche St-Martial | Erbaut im 12. Jahrhundert | (Lage)   | PA00093081    | Inscrit      | 1960  | weitere Bilder |

## Liste der Objekte
| Bezeichnung                                                 | Beschreibung                             | Standort                        | Kennzeichnung | Schutzstatus | Datum | Bild |
| ----------------------------------------------------------- | ---------------------------------------- | ------------------------------- | ------------- | ------------ | ----- | ---- |
| Skulptur Pietà (Fotos in der Base Palissy)                  | Stein, polychrom gefasst, um 1600        | in der Kirche St-Martial (Lage) | PM03000089    | Classé       | 1957  |      |
| Skulptur der heiligen Katharina (Fotos in der Base Palissy) | Stein, polchrom gefasst, 15. Jahrhundert | in der Kirche St-Martial (Lage) | PM03000090    | Classé       | 1957  |      |